# Stever Ridge
Stever Ridge ist ein unregelmäßig geformter Gebirgskamm in den Victory Mountains im ostantarktischen Viktorialand. Er erstreckt sich vom Mount Riddolls in südöstlicher Richtung bis zur Mündung des Behr-Gletschers in den Borchgrevink-Gletscher. 
Das Advisory Committee on Antarctic Names benannte ihn nach dem US-amerikanischen Physiker Horton Guyford Stever (1916–2010), Direktor der National Science Foundation von 1972 bis 1974, der 1973 und 1975 in Antarktika tätig war.